# Achim Beyer
Achim Beyer (* 4. Oktober 1932 in Werdau; † 28. September 2009 in Erlangen) war ein deutscher Oppositioneller in der DDR, der vor allem wegen seiner aus politischen Gründen erfolgten Inhaftierung bekannt wurde. 19 Werdauer Oberschüler waren 1951 wegen Flugblatt-Aktionen zu insgesamt 130 Jahren Haft verurteilt worden. Nach seiner Flucht in die Bundesrepublik verfasste er wissenschaftliche Analysen über Wirtschaft und Gesellschaft der DDR und war bis zu seinem Lebensende in der politischen Bildung tätig.

## Leben und Wirken

### Kindheit und Jugend
Achim Beyer wuchs im sächsischen Werdau auf und wollte nach dem Ende der nationalsozialistischen Diktatur das auch in der sowjetischen Besatzungszone gegebene Versprechen eines neuen Lebens „ohne Zwang und Drill“ aktiv mitgestalten. So engagierte er sich 1948 zunächst in der Jungen Gemeinde wie auch in der FDJ, gab sich die staatliche Jugendorganisation doch anfangs noch überparteilich und weltanschaulich neutral. Zu seinen politischen Lehrmeistern gehörte der Sozialdemokrat Gerhard Weck (1913–1973), der das KZ Buchenwald überlebt hatte und bis zu seiner erneuten politischen Inhaftierung im Speziallager Bautzen 1948 (weil er sich der Zwangsvereinigung der SPD mit der KPD widersetzte) Bürgermeister von Werdau war. Beyer beschäftigte sich als 17-Jähriger mit den Aktionen und dem Schicksal der Geschwister Scholl und las heimlich den unter den Kommunisten verbotenen Roman 1984 von George Orwell. Das darin beschriebene totalitäre System erinnerte ihn sehr an die politische Verfasstheit der SBZ/DDR.

### Widerstand
Schon längere Zeit diskutierten die Werdauer Schüler intensiv über die Situation in der soeben gegründeten DDR. Viele lehnten sich empört gegen die neuerliche Errichtung einer Diktatur auf. Eine offene Diskussion schien aber aussichtslos und gefährlich. So beschlossen sie, nach dem Vorbild der Münchner Studentengruppe Weiße Rose heimlich Flugblätter zu verteilen. Die ersten 150 Flugblätter wurden mit einem Handdruckkasten angefertigt. In den Gerichtsakten und den Unterlagen des Ministeriums für Staatssicherheit ist die Herstellung genau geschildert. Zunächst protestierten die Schüler gegen die undemokratische Volkskammerwahl im Oktober 1950: „Wir sehnen uns nach Frieden, nach der Einheit Deutschlands in Freiheit – Weg mit den Volksverrätern, wählt mit NEIN!“. Achim Beyer war das Risiko klar, das er mit solchen Aktionen eingeht. Als Strafe konnte ein Todesurteil verhängt werden, wie es Hermann Flade widerfuhr, gegen dessen Verurteilung im Januar 1951 die Gruppe ebenfalls deutlich protestierte: „Fluch den SED-Henkern!“ Eltern waren in die Aktivitäten nicht eingeweiht, wohl aber die KgU in West-Berlin, die technische Unterstützung leistete. In der Nacht zum 19. Mai 1951 wurden zwei Gruppenmitglieder beim Verteilen von Flugblättern ertappt. Für Achim Beyer begann eine abenteuerliche Flucht, die schließlich mit seiner Verhaftung endete.

### Strafverfahren
Am Tag seines 19. Geburtstags wurde Achim Beyer zu einer Zuchthausstrafe von acht Jahren verurteilt. Mit ihm wurden weitere 18 Oberschüler verurteilt – zu insgesamt 130 Jahren Haft. Noch vor dem Prozess waren alle von jeglichem Oberschulbesuch in der DDR ausgeschlossen worden. Nicht einmal Angehörige der Jugendlichen wurden in den Gerichtssaal vorgelassen.

### Strafvollzug
Fünf Jahre seiner politischen Haft verbrachte er im Zuchthaus Waldheim. Zunächst war er mit dem 16-jährigen Karl-Heinz Eckhard aus seiner Gruppe, der zu 14 Jahren verurteilt worden war, auf einer Zelle. Wie allen dort Gefangenen wurden den Jugendlichen Glatzen geschoren. Ungeziefer und Hunger setzten ihnen zu. Die Haftbedingungen waren grausam. 1956, in der kurzen „Tauwetterperiode“, wurde Beyers Reststrafe zur Bewährung ausgesetzt.

### Leben nach der Haftentlassung
Kurz nach seiner Entlassung aus der Haft im Oktober 1956 floh Achim Beyer in die Bundesrepublik. Er lernte bald seine Frau Marga kennen, mit der er bis zu deren Lebensende 2007 in Erlangen zusammenlebte. Sie war immer voller Verständnis für seine traumatisierenden Belastungen durch die 66-monatige Haft im Zuchthaus Waldheim. Beyer erwarb die Hochschulreife und studierte in Erlangen Volkswirtschaft. Dort wurde er Mitbegründer der Studentengruppe Collegia Politica und des Instituts für Gesellschaft und Wissenschaft der Universität Erlangen, an dem er von 1963 bis 1993 als wissenschaftlicher Mitarbeiter tätig war. 25 Jahre lang engagierte er sich im Vorstand des Kuratoriums Unteilbares Deutschland. Er verfasste zahlreiche Bücher und Aufsätze zur Gesellschaft und Wirtschaft der DDR, unter anderem eine Publikation über die Geschichte der Werdauer Oberschüler. So wie er sich sein Leben lang mit dem Thema DDR beschäftigte, verfolgte ihn auch das MfS: es überwachte ihn auch nach seiner Flucht weiterhin. 1967 begann die Stasi, Achim Beyer noch intensiver zu observieren. Etwa ein Dutzend Inoffizieller Mitarbeiter wurden im Westen zu seiner Beobachtung eingesetzt. Die von ihm immer erhoffte und angestrebte Wiedervereinigung führte 1992 zur Auflösung seines Instituts. Bis 2009 trat er bei politischen Bildungsveranstaltungen und vor Schülern als Zeitzeuge auf.
Im Oktober 1997 wurde eine Gedenktafel für die Werdauer Oberschüler am Alexander-von-Humboldt-Gymnasium in Werdau enthüllt.

## Publikationen
- Urteil: 130 Jahre Zuchthaus – Jugendwiderstand in der DDR und der Prozess gegen die Werdauer Oberschüler 1951. Evangelische Verlagsanstalt, Leipzig 2003, ISBN 3-374-02070-4.
- Das Wissenschaftssystem in der DDR. Beiträge zur Wissenschaftspolitik und Wissenschaftsentwicklung nach dem VIII. SED-Parteitag. Campus-Verlag, Frankfurt am Main und New York 1979, 2., überarb. Aufl. ISBN 978-3-8046-8479-9.
- Rede zum fünfzigsten Jahrestag des Ungarnaufstandes von 1956
- Meine Erfahrungen als Zeitzeuge
- weitere Publikationen